# ATP Осака
ATP Осака (на италиански: ATP Osaka) е професионален турнир по тенис, провеждан в Осака, Япония.

## История
ATP Осака е професионален турнир по тенис за мъже, част е от Световни серии на ATP тур през 1993-1994 г. Играе се на открити твърди кортове.

## Финали
| Година | Шампион      | Финалист      | Резултат     |
| ------ | ------------ | ------------- | ------------ |
| 1994   | Пийт Сампрас | Леонел Ру     | 6 – 2, 6 – 2 |
| 1993   | Майкъл Ченг  | Амос Мансдорф | 6 – 4, 6 – 4 |